# Un enfant (roman)
Pour les articles homonymes, voir Un enfant.
Un enfant (titre original : Ein Kind) est un roman autobiographique de l'écrivain autrichien Thomas Bernhard, publié en 1982. Il s'agit du dernier volet de la série de cinq œuvres autobiographiques écrites par Bernhard entre 1975 et 1982, aux côtés de L'Origine, La Cave, Le Souffle et Le Froid. L'œuvre est publiée en français le 2 octobre 1984 aux éditions Gallimard.

## Résumé
Le narrateur raconte des expériences, des situations et des circonstances de son enfance, principalement des mauvais traitements psychiques et physiques infligés par son entourage, ainsi que ses tentatives pour y faire face ou trouver des échappatoires. Le texte commence par le récit d’un enfant de huit ans qui souhaite rendre visite à une parente à Salzbourg à vélo. Le trajet échoue, comme beaucoup d’autres choses dans sa vie, notamment la scolarité. La seule lueur d’espoir dans la vie de l’enfant est constituée par les visites chez son grand-père, qu’il idolâtre et qui l’apprécie également beaucoup. Ce dernier est d’orientation communiste-anarchiste et considère les mauvais résultats scolaires de son petit-fils comme un échec des enseignants, qu’il accuse de déformer et de ruiner la jeunesse.
En raison des fréquents déménagements de la famille et des allers-retours constants entre l’idylle rurale, synonyme de liberté, et la grande ville ressentie comme oppressante, situation encore aggravée par les difficultés économiques de sa mère, l’enfant est plongé dans la confusion. La famille finit par s’installer à Traunstein, en Bavière, mais là encore, il rencontre des problèmes, car il ne parvient pas à s’intégrer aux autres élèves et devient la cible de moqueries. De plus, le tuteur et mari de sa mère n’est pas son père biologique.
En raison de ses difficultés scolaires et de son insoumission, l’enfant est envoyé en 1942 dans un camp de rééducation du Secours populaire national-socialiste (Nationalsozialistische Volkswohlfahrt), où il n’est que tourmenté et humilié, surtout parce qu’il souffre d'énurésie nocturne. Cependant, il se lie rapidement d’amitié avec un autre enfant également rejeté. Plus tard, le narrateur visite son ancien foyer de rééducation et constate que beaucoup de choses y sont restées inchangées.

## Édition
Ce roman a été traduit en français et édité par Gallimard en 1984.